# باربرا بيترسون
باربرا بيترسون (بالإنجليزية: Barbara Peterson)‏ هي متسابقة ملكة الجمال وعارضة أمريكية، ولدت في 25 نوفمبر 1953 في إدينا في الولايات المتحدة.